# Покрајина Кастељон
Покрајина Кастељон (шп. Provincia de Castellón) је покрајина Шпаније у аутономној заједници Валенсијанска Заједница. Главни град је Кастељон.